# Villaldemiro
Villaldemiro est une commune d'Espagne dans la communauté autonome de Castille-et-León, province de Burgos. Elle s'étend sur 13,43 km2 et comptait environ 75 habitants en 2011.